# Shakhtīnsk Qalasy
Shakhtīnsk Qalasy är ett distrikt i Kazakstan.   Det ligger i oblystet Qaraghandy, i den centrala delen av landet, 190 km söder om huvudstaden Astana.